# Ашраф Али-хан
Сеид Ашраф Али-хан Бахадур (бенг. আশরাফ আলী খান) (1750-е годы — 24 марта 1770) — 10-й наваб Бенгалии, Бихира и Ориссы (10 марта — 24 марта 1770), четвёртый сын Мир Джафара.

## Биография
Родился в 1750-х годах. Четвёртый сын Мир Джафара (ок. 1691—1765), наваба Бенгалии (1757—1760, 1763—1765). Его матерью была Рахат-ун-Ниса Бегум. Он был усыновлен своей тетей, Нафисат-ун-Нисой Бегум Сахибой (Манджхли Бегум).
10 марта 1770 года после смерти своего старшего брата, Наджабата Али-хана (1750—1770), 9-го наваба Бенгалии (1766—1770), не имевшего детей, Ашраф Али-хан Бахадур был провозглашен новым навабом Бенгалии, Бихара и Ориссы. Он был официально коронован в форте Муршидабад 21 марта 1770 года.
Но вскоре он скончался от оспы в форте Муршидабад 24 марта 1770 года. Был похоронен на кладбище Джафаргандж в Муршидабаде.
Ашраф Али-хан был женат на Наваб Сакине Бегум Сахиб, от брака с которой у него был один сын и три дочери:
- Наваб Шариф-уд-Дин Али-хан Бахадур (? — июль 1826)
- Ашраф-ун-Ниса Бегум Сахиба
- Наваб Ядигар Бегум Сахиба
- Наваб Дил Джан Бегум Сахиба
- Наваб Пиара Джан Бегум Сахиба.